# الألماني (فلم)
الألماني فيلم مصري إنتاج عام 2012، بطولة محمد رمضان تأليف وإخراج السبكي. وهو فيلم للكبار فقط لما يحتويه من مشاهد عنف

## القصة
تبدأ أحداث الفيلم بتعدي «الألماني» (محمد رمضان) على شاب في الطريق وقتله لسرقة موبايله والجاكت الجلد، وأثناء قيامه بذلك يقوم شخص مجهول بتصويره وإرسال الفيديو لإحدى القنوات الفضائية التي تقوم بإذاعته ومطالبة الأهالي بالاتصال إذا تعرف أحد على شخصية هذا البلطجي، وبعد أن يتعرف متفرج عليه ترسل المذيعة من يطلب من والدته الظهور على شاشة التليفزيون لتروي قصته، وتوافق الأم على أمل الحصول على 15 ألف جنيه من القناة الفضائية تساعد الألماني على الهرب وتتوالى الأحداث.

## الممثلون
- محمد رمضان: (الألماني)
- عايدة رياض: (والدة الألماني)
- أحمد بدير: (والد حبيبة)
- ضياء عبد الخالق: (أصلي)
- مراد فكري صادق : (إيكا)
- مروة الأزلي: (حبيبة)
- داليا التوني: (صباح)
- رانيا ملاح: (المذيعة)
- منير مكرم: (أبو جمال)
- نادية العراقية: (أم جمال)
- سلوى عثمان: (الداية)
- أشرف فاروق: (كرارة)
- إنجي علي: (إنجي)
- بوسي: (مغنية)

## فريق العمل
- إخراج: علاء الشريف
- تأليف: علاء الشريف
- إنتاج: أرت تمبلت، أحمد السرساوى
- توزيع داخلي: المجموعة الفنية المتحدة (اوسكار، النصر، الماسة)
- توزيع خارجي: أرت تمبلت، أحمد السرساوى
- مونتاج: حسام المحفوظي
- موسيقى تصويرية: خالد نبيل
- مدير التصوير: محمد حمدي

## الأغاني
- تاعب روحي

غناء سمسم شهاب

تأليف عماد عبيد، ألحان وليد عبد العظيم
- آه يا دنيا

غناء بوسي

تأليف ملاك عادل، ألحان محمد عبد المنعم
- أنا إنسان

غناء أحمد سعد

تأليف ملاك عادل، ألحان محمد عبد المنعم

## وصلات خارجية
- مقالات تستعمل روابط فنية بلا صلة مع ويكي بيانات